# Ilam (Nepal)
Ilam (Nepalees: इलाम) is een stad (Nepalees: nagarpalika; Engels: municipality) in het zuidoosten van Nepal, en tevens de hoofdstad van het gelijknamige district. De stad is erg toeristisch gericht en bekend voor de theeproductie.
De stad heeft 18.633 inwoners, verdeeld over 4732 huishoudens.